# داگلاس مارادونا کامپوس دانگوی
داگلاس مارادونا کامپوس دانگوی (به پرتغالی: Douglas Maradona Campos Dangui) مهاجم اهل برزیل است که در شهر ایالت سائوپائولو و در تاریخ ۲۸ ژوئن ۱۹۹۰ به دنیا آمده‌است.
داگلاس مارادونا کامپوس دانگوی در تیم‌های فوتبال Barbarense سابقهٔ حضور دارد.